# Cratichneumon promptus
Cratichneumon promptus là một loài tò vò trong họ Ichneumonidae.